# 蔡攸
蔡攸（1077年—1126年），字居安，興化仙遊（今屬福建）人，蔡京長子。
宋徽宗趙佶為端王時，事必端謹。趙佶繼位後信而寵之，賜給進士出身。拜为领枢密院事。常在帝側附會道家之說，言及市井淫秽之戏邀宠。妻宋氏出入禁掖，子蔡行领殿中监。宋氏是宋喬年的女儿。
蔡攸曾为父蔡京求情使其免于被罢官，后来与蔡京權勢日相倾軋，父子各主門戶，遂為仇敵，还屡次请求徽宗杀死自己得父宠的弟弟蔡絛。有一次蔡京在会客，蔡攸入内给蔡京号脉，问他是否有不适，蔡京说没有，蔡攸就说还有公事而离去。客人好奇问公子为什么不多停留一刻，蔡京说：“这小子是想以我身体抱恙为由罢黜我。”果然不久蔡京就被诏令致仕。宣和四年（1122年）九月，涿州留守郭藥師率八千人歸降宋朝，蔡攸因功進封少傅。封英国公、燕国公。蔡京一度复出但宣和六年（1124年）又一次被迫致仕，蔡攸与童贯奉命前去索要谢表，蔡京说“因为主上深恩未报，我不忍心辞职，这种心情二公是可以理解的”，称儿子蔡攸为“公”，为人所笑。七年（1125年）十二月，金兵入侵，徽宗禪讓，改年号靖康，實出於蔡攸之議。後蔡攸隨宋徽宗趙佶南下。靖康元年三月，蔡京责授崇信军节度副使、德安府安置，蔡攸被令前去侍奉。欽宗貶蔡攸为大中大夫，四月，责授节度副使，永州安置，徙浔州，七月徙雷州。在趙佶北歸時，蔡京病死。蔡京子孙都被贬，且遇赦不赦。御史奏蔡攸罪责不减于蔡京，建议流放海岛。钦宗诏蔡攸于万安军安置，不久派使者誅之。蔡攸自缢而死。有子蔡行、蔡衍、蔡卫、蔡衎。